# Olga Chorens
Olga Chorens Menéndez (* 7. Februar 1924 in Havanna; † 22. September 2023 in Miami) war eine kubanische Sängerin.

## Leben und Wirken
Chorens begann ihre Laufbahn als Sängerin mit elf Jahren im Kinderprogramm von Radio García Serra. Sie hörte ihren späteren musikalischen Partner und Ehemann Tony Álvarez (1919–2001) im Folgejahr erstmals in der Radiosendung Ritmos del Plata, wo er als Moderator Tangos präsentierte. Beide lernten sich als Mitglieder des Orquesta Río La Plata kennen und heirateten 1945. Von 1945 bis 1950 unternahmen Chorens und Álvarez als Mitglieder der Theaterkompanien von Estrellita Castro und Blanquita Amaro eine Tournee durch Südamerika.
Nach ihrer Rückkehr nach Kuba traten sie als Duo „Olga y Tony“ sieben Jahre lang in der täglichen Livesendung Ronda Musical Coca Cola von Radio Progreso auf. Einmal wöchentlich wirkten sie an der Caravana Musical mit, einem Radioprogramm mit dem Orquesta Sinfónica unter Leitung von Enrique González Mántici. 1951 präsentierten sie die tägliche Show de Olga y Tony, bei der sie von einem Orchester begleitet wurden, dem Musiker wie Israel Cachao López, Rolando Laserie und Laíto Castro angehörten. Im Fernsehen waren sie mit der wöchentlichen Show A las 10 con Olga y Tony präsent.
Nach Aufenthalten in Mexiko und den USA engagierte sie 1965 Paquito Cordero für die Show de las Doce beim puerto-ricanischen Sender Telemundo, wo sie mit Stars wie Chucho Avellanet, Luís Echegoyen und Eddie Miro auftraten. Nach einem einjährigen Aufenthalt in Spanien hatten sie Anfang der 1980er-Jahre eine Sendung auf Canal 51 in Miami.
Populär wurden Songs wie Linda Caleñita, Mis noches sin ti, Margarita, El Cha cha cha del tren, Volverán las golondrinas, Si te pica el alacrán, Canción de los domingos, Ilusión und Te adoraré. Bei Tropical Records erschien das Album Presentando a Olga Chorens y Tony Álvarez mit der Sonora Matancera. Aus der Ehe von Chorens und Álvarez gingen die Sängerinnen Lissette und Olga Álvarez hervor.
Olga Chorens starb am 22. September 2023 im Alter von 99 Jahren.